# Североизток
Североизток е една от спомагателните посоки на света. Означава се: на български с СИ, на английски с NE (north-east), на руски с СВ (северовосток) и на немски с NO (nordost).